# Distretto di Neubrandenburg
Il distretto di Neubrandenburg (Bezirk Neubrandenburg) era uno dei 14 distretti in cui era divisa la Repubblica Democratica Tedesca, esistito dal 1952 al 1990.
Capoluogo era la città di Neubrandenburg.

## Storia
Il distretto di Neubrandenburg fu istituito il 25 luglio 1952 nell'ambito della nuova suddivisione amministrativa della Repubblica Democratica Tedesca (i nuovi distretti sostituivano gli stati federati).
Il distretto fu ricavato dalla parte sud-orientale dello stato del Meclemburgo.

## Suddivisione amministrativa
Il distretto di Neubrandenburg comprendeva 1 circondario urbano (Stadtkreis) e 14 circondari rurali (Landkreise):
- Circondario urbano
  - Neubrandenburg

- Circondari rurali
  - Altentreptow
  - Anklam
  - Demmin
  - Malchin
  - Neubrandenburg-Land
  - Neustrelitz
  - Pasewalk
  - Prenzlau
  - Röbel/Müritz
  - Strasburg
  - Templin
  - Teterow
  - Ueckermünde
  - Waren